# مارک الیاهو
مارک الیاهو (عبری: מארק אליהו‎، زادهٔ ۲۸ مه ۱۹۸۲ در داغستان)؛ آهنگ‌ساز و نوازندهٔ کمانچه اهل اسرائیل می‌باشد.

## زندگی‌نامه

### دورهٔ آغازین
او در سال ۱۹۸۲ در داغستان متولد شد و در سال ۱۹۸۹ به همراه والدینش به اسرائیل مهاجرت نمود.
در سن ۱۶ سالگی، تحت تأثیر اجرای نوازندهٔ برجسته کمانچه، هابیل علی‌اف قرار گرفت و برای یادگیری کمانچه زیر نظر عدالت وزیرف به باکو رفت.پدر وی آهنگساز و مادر او نوازنده ویولن بود.

«این اولین بار بود که صدای این ساز را می‌شنیدم، اما احساس می‌کردم که این صدا همیشه با من است. با اطمینان می‌دانستم که بایستی نواختن این ساز جدید را فرا بگیرم و وقتی در این مورد با پدرم صحبت کردم، معلوم شد که پدر پدربزرگم از نوازندگان کمانچه در داغستان بوده‌است.»

Eliyahu on the beginning of his careerInterview with Boulderjewishnews

## فعالیت هنری
در سال ۱۹۹۹ آلبوم «روح شرق» را روانه بازار کرد. پدرش تهیه‌کنندگی این اثر را به عهده گرفت و خواننده آذربایجانی عالیم قاسمف او را در این کار همراهی کرد.
او در سال 2020 موسیقی تم تهران ، یک سریال سیاسی تهیه و تولید کرد.